# Гершони, Цви
Цви Гершони (Гершуни) (ивр. צבי גרשוני‎, первоначальное имя — Григорий Яковлевич Пинкензон; 1915, Бельцы, Бессарабская губерния — 1 сентября 1976, Израиль) — израильский политический деятель.
Цви Гершуни (Эрш Пинкензон) родился в 1915 году в семье Якова и Эстер Пинкензон в Бельцах, там же закончил хедер и еврейскую гимназию сети «Тарбут» с обучением на иврите. Будучи гимназистом, стал активистом молодёжных сионистских организаций «Макабби» и «Гордония». Позже был избран членом центрального комитета поселенческой организации «ге-Халуц» и одним из руководителей «Гордонии» в Румынии.
В 1936 году поселился в Палестине, работал в сельском хозяйстве в районе Реховота (Гиват ха-кибуцим), в 1937—1943 годах — в хайфском порту (жил в Сабинии). Учился на экономическом факультете Еврейского университета в Иерусалиме. Стал одним из основателей кибуца Нир-Ам в пустыне Негев (1943), после войны был эмиссаром в лагерях для перемещённых лиц в Европе.
Как член руководства рабочей партии «Мапай» дважды избирался депутатом Кнессета (1969—1976).

## Семья
Жена (с 1938 года) — Хана Гершуни (в девичестве Руткова; 1919, Оргеев — ?), опубликовала книгу воспоминаний о своей с мужем юности «Мой жизненный путь» (перевод на русский язык, 2009).